# 충주 미륵대원지 사각석등
충주 미륵대원지 사각석등(忠州 彌勒大院址 四角石燈)은 충청북도 충주시 수안보면, 미륵대원지에 있는 고려시대의 석등이다. 2010년 4월 30일 충청북도의 유형문화재 제315호로 지정되었다.

## 개요
고려 초기에 세워진 석등으로 추정되며 사적 제317호로 지정된 중원 미륵리사지 내에 위치한다.
미륵리 사각석등은 크게 기단부·화사석·옥개석 등으로 구성되어 있다. 기단부의 지대석은 일부 파손되기는 하였으나 원래는 평면 사각형의 판석형 석재가 마련되었음을 알 수 있다.
하대석은 투박한 복판 연화문이 장식되어 있다. 연화문은 대형으로 새겨져 있지만 치석 수법이 정연하지 못하고 다소 불균형적인 모습을 보이고 있다. 하대석 상면에는 사각형의 홈을 마련하여 간주석을 끼워 고정하도록 했다.
간주석은 평면 사각의 석주형으로 마련되었다. 표면에 보주형 안상이 새겨지고, 그 안에 좌우대칭을 이루는 화형 문양이 새겨져 장식성을 보이고 있다.
상대석은 하부에 앙련문을 표현하였는데, 하대석에 비하여 정교하게 조각하였다. 연화문은 복판으로 각 면이 가운데 배치된 연화문을 중심으로 좌우로 펼쳐나가는 형상으로 표현되어 하대석과 대조를 이룬다.
화사석은 별도로 마련하지 않고 모서리마다 원주형 기둥을 세워 옥개석을 받치도록 했다. 옥개석은 하부를 수평으로 치석하고 관통된 원공을 시공하였다. 낙수면은 완만한 경사를 이루며 내려오고 있으며, 합각부는 약간 돌출시켜 치석함으로써 마루부처럼 보이도록 했다.

## 같이 보기
- 충주 미륵대원지

## 참고 자료
- 충주 미륵대원지 사각석등 - 국가유산청 국가유산포털